# قواعد لغة الإشارة الأمريكية
تحتوي قواعد لغة الإشارة الأمريكية (ASL) على قواعد مثل أي لغة إشارة أخرى أو لغة منطوقة. تعود دراسات قواعد لغة الإشارة الأمريكية إلى ويليام ستوكو في ستينيات القرن العشرين. تتكون لغة الإشارة هذه من معايير تحدد العديد من القواعد النحوية الأخرى. يتوافق هيكل الكلمة النموذجي في لغة الإشارة الأمريكية مع صيغة فاعل - فعل - مفعول به / مفعول به - فاعل - فعل وصيغة الموضوع والتعليق، مع إضافة ترتيب الاسم والصفة وترتيب الجمل وفقًا للتسلسل الزمني. تحتوي لغة الإشارة الأمريكية على أنظمة بناء جملة عبارة المكمل و عبارة المحدد كبيرة، كما أنها لا تحتوي على العديد من حروف العطف مثل بعض اللغات الأخرى.

## علم التشكل
يتكون مورفولوجيا لغة الإشارة الأمريكية من عمليتين مختلفتين: مورفولوجيا الاشتقاق ومورفولوجيا التصريف.
يحدث الاشتقاق الصرفي في لغة الإشارة الأمريكية عندما يؤدي الحركة في إشارة ما إلى تغيير المعنى - غالبًا بين الاسم والفعل. على سبيل المثال، بالنسبة لعلامة CHAIR، وهو اسم، يقوم الشخص بالضغط بإصبعه السبابة والوسطى المسيطرين على إصبعه السبابة والوسطى غير المسيطرين مرتين أو أكثر. بالنسبة لإشارة SIT، وهي الفعل، يقوم الشخص بنقر هذه الأصابع معًا مرة واحدة فقط وبقوة أكبر.
يضيف علم الصرف التصريف وحدات لغوية إلى الكلمات الأخرى. على سبيل المثال، قد يتم تغيير كلمة "watch" إلى "watches" أو "watching". في لغة الإشارة الأمريكية، قد تبقى الإشارة كما هي WATCH، أو قد يتغير المعنى بناءً على NMM (العلامات غير اليدوية).
يُظهر شكل لغة الإشارة الأمريكية التكرار والمؤشرية أيضًا.

### الاشتقاق
يتم استخدام التركيب لاستخلاص كلمات جديدة في لغة الإشارة الأمريكية، والتي غالبًا ما تختلف في المعنى عن علاماتها المكونة. على سبيل المثال، تتجمع علامتا FACE وSTRONG لتكوين علامة جديدة FACE^STRONG، والتي تعني "التشابه". تخضع المركبات لعملية صوتية تسمى "حذف الإيقاف"، حيث يتم حذف الإيقاف في نهاية المكون الأول وبداية المكون الثاني:
| العلامات الفردية | العلامات الفردية | علامة مركبة |
| ---------------- | ---------------- | ----------- |
| وجه              | قوي              | وجه قوي     |
| م ح              | ح م ح            | ممه         |

العديد من الأسماء في لغة الإشارة الأمريكية مشتقة من الأفعال. يمكن أن يتم ذلك إما عن طريق تكرار حركة الفعل إذا كان الفعل يحتوي على حركة واحدة، أو عن طريق تقييد (جعله أصغر وأسرع) حركة الفعل إذا كان يحتوي بالفعل على حركة متكررة. على سبيل المثال، الاسم CHAIR مشتق من الفعل SIT من خلال التكرار. تتوفر طريقة إنتاجية أخرى لاستخلاص الأسماء من الأفعال غير الحالة. يعدل هذا الشكل من الاشتقاق حركة الفعل، ويكررها بطريقة "مُزعجة" ("حركات صغيرة وسريعة ومتيبسة"). على سبيل المثال، يتم استخدام هذه الطريقة لاستخلاص الاسم التمثيل من الفعل يمثل.
يمكن اشتقاق الصفات المميزة، التي تشير إلى الحالات المتأصلة، من الصفات التي تشير إلى "حالات عرضية أو مؤقتة". تستخدم الصفات المميزة دائمًا كلتا اليدين، حتى لو كانت الصفة المصدرية تستخدم يدًا واحدة فقط، ولها دائمًا حركة دائرية متكررة. بالإضافة إلى ذلك، إذا كانت الصفة المصدرية ذات يد واحدة، فإن الصفة المشتقة لها حركة متناوبة. يمكن أيضًا استخدام "Trilling" بشكل منتج لاشتقاق صفات ذات معنى "ish"، على سبيل المثال، أزرقًا يصبح مزرق.
تستخدم لغة الإشارة الأمريكية أحيانًا اللواحق في الاشتقاق، ولكن بشكل أقل من اللغة الإنجليزية. يمكن اشتقاق أسماء الفاعل من الأفعال عن طريق إضافة اللاحقة AGENT وحذف الجملة الأخيرة من الفعل، على سبيل المثال TEACH+AGENT 'teacher'. يتم تشكيل صيغ التفضيل أيضًا عن طريق اللاحقات، على سبيل المثال SMART+MOST 'الأذكى'.
قد تتضمن أنواع معينة من العلامات، على سبيل المثال تلك المتعلقة بالوقت والعمر، أرقامًا عن طريق استيعاب شكل اليد. على سبيل المثال، كلمة WEEK لها شكل يد /B/ مع اليد الضعيفة و/1/ مع اليد النشطة؛ يمكن تغيير شكل يد اليد النشطة إلى شكل يد أي رقم يصل إلى 9 للإشارة إلى هذا العدد من الأسابيع.
يوجد حوالي 20 معدِّلًا غير يدوي في لغة الإشارة الأمريكية، وهي إما صفة أو ظرف.

### درجة
التلفظ هو عندما يبدو أن الفرد يصدر أصواتًا كلامية، وهذا مهم جدًا للإشارة بطلاقة. كما أن لها استخدامات مورفولوجية محددة. على سبيل المثال، قد يشير الشخص إلى "رجل طويل" للإشارة إلى أن الرجل طويل، ولكن من خلال نطق المقطع " cha" أثناء الإشارة إلى "طويل"، تصبح العبارة أن الرجل ضخم!
هناك طرق أخرى لتعديل الفعل أو الصفة لجعلها أكثر كثافة. كل هذه الأشياء تعادل تقريبًا إضافة كلمة "very" في اللغة الإنجليزية؛ ويعتمد الشكل الصرفي المستخدم على الكلمة التي يتم تعديلها. بعض الكلمات القصيرة في اللغة الإنجليزية، مثل "sad" و"mad"، يتم كتابتها أحيانًا بأصابع اليد بدلاً من الإشارة لتعني "حزين جدًا" و"مجنون جدًا". ومع ذلك، يمكن تصوير مفهوم "الحزن الشديد" أو "الجنون الشديد" باستخدام حركات الجسم وتعبيرات الوجه المبالغ فيها. وقد يحدث أيضًا تكرار للعلامات للتأكيد على درجة البيان. يتم إنتاج بعض العلامات بحركة كبيرة ومبالغ فيها، بحيث تشغل مساحة أكبر من المعتاد. قد يتضمن هذا حركة مقصية ذهابًا وإيابًا للذراعين للإشارة إلى أن العلامة يجب أن تكون أكبر حجمًا، ولكن الشخص غير قادر جسديًا على جعلها كبيرة بما يكفي. يتم إعطاء العديد من العلامات الأخرى إنتاجًا بطيئًا ومتوترًا. يمكن رؤية حقيقة أن هذا التعديل شكلي وليس مجرد تقليد في إشارة "سريع": يتم الإشارة إلى كل من "بطيء جدًا" و"سريع جدًا" عن طريق جعل الحركة إما بطيئة بشكل غير عادي أو سريعة بشكل غير عادي مما هي عليه في أشكال الاقتباس من "بطيء" و"سريع" - وليس فقط عن طريق جعلها أبطأ لـ "بطيئة جدًا" وأسرع لـ "سريع جدًا".

### التكرار
التكرار هو تكرار شكلي، وهو أمر شائع للغاية في لغة الإشارة الأمريكية. بشكل عام، يتم تقصير حركة الإشارة وكذلك تكرارها. يمكن اشتقاق الأسماء من الأفعال من خلال التكرار. على سبيل المثال، يتكون الاسم " ملابس" من الفعل " ارتداء"، ويتم التوقيع عليه عن طريق مسح 5 أيدي مفتوحة على الصدر مرة واحدة، عن طريق تكرار ذلك بدرجة أقل من الحركة. توجد علاقات مماثلة بين الاستحواذ والحصول، والطائرة والطيران (على متن طائرة)، وكذلك النافذة وفتح/إغلاق النافذة. يتم استخدام التكرار عادة للتعبير عن الكثافة وكذلك العديد من الجوانب اللفظية (انظر أدناه). كما يتم استخدامه لاشتقاق علامات مثل "كل أسبوعين" من "أسبوعين"، ويُستخدم للرقم اللفظي (انظر أدناه)، حيث يكون التكرار رمزًا للمعنى المتكرر للعلامة.

### المركبات
العديد من كلمات لغة الإشارة الأمريكية هي في الأصل كلمات مركبة. ومع ذلك، فقد اندمج عنصرا هذه العلامات، مع فقدان بعض الميزات من أحدهما أو كليهما، لإنشاء ما قد يكون من الأفضل أن نسميه مزيجًا بدلاً من مركب. عادةً ما يبقى فقط الاحتفاظ النهائي (انظر أعلاه) من العنصر الأول، ويتم فقدان أي تكرار من العنصر الثاني.
ومن الأمثلة على ذلك الفعل AGREE، الذي يشتق من الكلمتين THINK و ALIKE. يتم الإشارة إلى الفعل THINK عن طريق جلب يد واحدة إلى الداخل ولمس الجبهة (حركة وإمساك). يتم الإشارة إلى ALIKE عن طريق وضع يدين متوازيتين، مع الإشارة إلى الخارج، ثم تقريبهما من بعضهما مرتين أو ثلاث مرات. يبدأ المركب/المخلوط AGREE كما ينتهي THINK : مع لمس إصبع السبابة للجبهة (المسكة النهائية لتلك الإشارة). بالإضافة إلى ذلك، فإن اليد الضعيفة موجودة بالفعل في مكانها، تحسبًا للجزء التالي من العلامة. ثم يتم إنزال اليد الموجودة على الجبهة موازية لليد الضعيفة، فتقترب منها ولكنها لا تقوم بالاتصال الفعلي، ولا يكون هناك تكرار.

### اللواحق
تستخدم لغة الإشارة الأمريكية، مثل لغات الإشارة الناضجة الأخرى، علم الصرف على نطاق واسع. يتم دمج العديد من اللاحقات في لغة الإشارة الأمريكية في وقت واحد بدلاً من التتابع. على سبيل المثال، كشف العمل الرائد الذي قام به تيد سوبالا حول أفعال الحركة في لغة الإشارة الأمريكية أن هذه العلامات تتكون من العديد من اللواحق المختلفة، والتي يتم التعبير عنها في وقت واحد وفقًا لقيود نحوية معقدة. وهذا يختلف عن الشكل المتسلسل للعديد من اللغات المنطوقة، والتي باستثناء السمات فوق القطعية مثل النغمة مقيدة بشدة بالطبيعة المتسلسلة لأصوات الصوت.
تحتوي لغة الإشارة الأمريكية على عدد محدود من اللاحقات المتسلسلة. على سبيل المثال، يتم إنشاء اللاحقة الفاعلة (المشابهة للغة الإنجليزية '-er') عن طريق وضع يدين B أو 5 أمام الجذع، بحيث تكون راحة اليد في مواجهة بعضها البعض، ثم خفضهما. في حد ذاتها، تعني هذه العلامة "الشخص"؛ وفي علامة مركبة تلي الفعل، فهي لاحقة للمؤدي للعمل، كما في "drive-er" و"teach-er". ومع ذلك، لا يمكن استخدامه بشكل عام لترجمة "-er" إلى اللغة الإنجليزية، حيث يتم استخدامه مع مجموعة محدودة للغاية من الأفعال. إنها تشبه إلى حد كبير اللاحقة '-ulo' في الإسبرانتو، والتي تعني 'شخص' في حد ذاته و'شخص مرتبط' عند دمجها مع كلمات أخرى.
يتم استخدام بادئة لغة الإشارة الأمريكية (لمس الذقن) مع علامات الأرقام للإشارة إلى "العمر بالسنوات". تتوافق البادئة بشكل كامل مع شكل اليد الأولي للرقم. على سبيل المثال، يتم الإشارة إلى الرقم "أربعة عشر" باستخدام يد على شكل حرف B تنحني عدة مرات عند المفاصل. وبالتالي، فإن بادئة لمس الذقن في "أربعة عشر عامًا" مصنوعة أيضًا بيد تبدأ بحرف B. أما بالنسبة لـ 'ثلاث سنوات'، فإن البادئة تُصنع باليد رقم 3.

### دمج الأرقام والمصنفات
بدلاً من الاعتماد على اللاحقات المتسلسلة، تستخدم لغة الإشارة الأمريكية بشكل كبير التعديل المتزامن للعلامات. يوجد أحد الأمثلة على ذلك في النظام الجانبي (انظر أدناه)؛ وهناك مثال آخر وهو دمج الأرقام: هناك العديد من العائلات من العلامات ذات اليدين والتي تتطلب أن تأخذ إحدى اليدين شكل يد رقم. الكثير منها يتعلق بالوقت. على سبيل المثال، يشير رسم اليد المهيمنة بالطول عبر راحة اليد وأصابع اليد B المسطحة إلى عدد الأسابيع؛ وتأخذ اليد المهيمنة شكل رقم من واحد إلى تسعة لتحديد عدد الأسابيع. هناك علامات مشابهة لـ "منذ أسابيع" و"بعد أسابيع من الآن"، وما إلى ذلك، على الرغم من أنه في الممارسة العملية لا يتم العثور على العديد من هذه العلامات إلا بالأرقام الصغيرة.
تحتوي لغة الإشارة الأمريكية أيضًا على نظام من التصنيفات التي يمكن دمجها في العلامات. قد تمثل القبضة جسمًا غير نشط مثل صخرة (هذا هو المصنف الافتراضي أو المحايد)، وقد تمثل اليد الأفقية ILY طائرة، واليد الأفقية 3 (الإبهام يشير إلى الأعلى وإلى الأمام قليلاً) مركبة آلية، واليد المستقيمة G شخص على قدم، واليد المستقيمة V زوج من الأشخاص على الأقدام، وهكذا من خلال أعداد أكبر من الأشخاص. يتم نقل هذه المصنفات عبر مساحة الإشارة لتمثيل تصرفات المراجعين لها بشكل رمزي. على سبيل المثال، قد "ترتفع" أو "تهبط" يد ILY على يد B أفقية للإشارة إلى إقلاع أو هبوط طائرة؛ ويمكن إنزال يد 3 على يد B للإشارة إلى ركن سيارة؛ ويمكن إحضار يد G نحو يد V لتمثيل شخص واحد يقترب من شخصين.
يعتمد تكرار استخدام المصنف بشكل كبير على النوع، حيث يحدث بمعدل 17.7% في السرد ولكن بنسبة 1.1% فقط في الكلام العادي و0.9% في الكلام الرسمي.

### الإطارات
الإطارات هي أداة شكلية قد تكون فريدة من نوعها في لغات الإشارة (Liddell 2004). إنها مجموعات غير كاملة من السمات التي تشكل العلامات، وهي تتحد مع العلامات الموجودة، وتمتص السمات منها لتشكل علامة مشتقة. إنه الإطار الذي يحدد عدد وطبيعة الأجزاء في العلامة الناتجة، في حين أن العلامات الأساسية التي يتحد معها تفقد كل ميزاتها الأصلية باستثناء واحدة أو اثنتين.
الأول، الإطارالأسبوعي، يتكون من حركة هبوطية بسيطة. فهو يتحد مع علامات أيام الأسبوع، التي تفقد حينئذ حركتها الطبيعية. على سبيل المثال، يتكون "الاثنين" من يد M/O مصنوعة بحركة دائرية. لذلك يتم الإشارة إلى "الاثنينالأسبوعي " (أي "أيام الاثنين") على هيئة عقرب M/O ينزل إلى الأسفل، ولكن بدون الحركة الدائرية. يجمع إطارALL DAY المماثل (لوحة جانبية) مع أوقات اليوم، مثل "الصباح" و"بعد الظهر"، والتي تحتفظ أيضًا بشكلها وموقعها ولكنها تفقد حركتها الأصلية. تستخدم عملية دمج الأرقام (انظر أعلاه) الإطارات أيضًا. ومع ذلك، في لغة الإشارة الأمريكية يتم استخدام الإطارات بشكل أكثر إنتاجية للجانب اللفظي.

### الجانب اللفظي
على الرغم من عدم وجود زمن نحوي في لغة الإشارة الأمريكية، إلا أن هناك جوانب لفظية عديدة. يتم إنتاجها عن طريق تعديل الفعل: من خلال التكرار، عن طريق وضع الفعل في إطار جانبي (انظر أعلاه)، أو مع مزيج من هذه الوسائل.
ومن الأمثلة على الإطار الجانبي الجانب البدائي غير المحقق (على وشك القيام بـ X)، والذي تم توضيحه هنا من خلال الفعل "أن يخبر". "إن كلمة "أن تخبر" هي فعل مؤشر (اتجاهي)، حيث يبدأ إصبع السبابة (يد G) بلمسة على الذقن ثم يتحرك إلى الخارج للإشارة إلى المتلقي للإخبار. يحتفظ "أن تكون على وشك أن تخبر" فقط بالمكان واللمسة الأولية للذقن، والتي تصبح الآن الإمساك النهائي للإشارة؛ يتم إسقاط جميع الميزات الأخرى من الفعل الأساسي (في هذه الحالة، الحركة الخارجية والإشارة) واستبدالها بميزات من الإطار (والتي تشترك فيها الجوانب الأولية غير المحققة للأفعال الأخرى مثل "انظر إلى"، "اغسل الأطباق"، "صرخ"، "غازل"، وما إلى ذلك). وتتمثل سمات الإطار هذه في: نظرة العين نحو موضع النطق (الذي لم يعد يُشار إليه باليد)، والفك المفتوح، واليد (أو اليدين، في حالة الأفعال ذات اليدين) أمام الجذع والتي تتحرك في قوس إلى موقع بداية الفعل الأساسي (في هذه الحالة، لمس الذقن)، بينما يدور الجذع ويستنشق الموقّع، لالتقاط أنفاسه أثناء الإمساك النهائي. شكل اليد في جميع أنحاء الإشارة هو ما يتطلبه الإمساك النهائي، في هذه الحالة يد G.
يمكن توضيح تنوع الجوانب في لغة الإشارة الأمريكية من خلال الفعل 'المرض'، والذي يتضمن لمس الإصبع الأوسط من يد Y/8 للجبهة، والذي يمكن تعديله من خلال عدد كبير من الإطارات. تتضمن العديد من هذه العناصر التكرار، والذي قد لا يكون من الضروري تحليله كجزء من الإطار. (لم يتم وصف الميزات غير اليدوية المناسبة هنا.)
- يتم إجراء الجملة الفعلية "أن تكون مريضًا" من خلال اتصال متكرر بسيط، عادةً مع حوالي أربع تكرارات. هذا هو الشكل الأساسي للاقتباس من الفعل.
- تتكون الجملة الافتتاحية "أن يمرض، أن يأخذ مريضًا" من خلال حركة مستقيمة واحدة للاتصال ووضع الإصبع على الجبهة.
- "المستعد للمرض، والميل إلى المرض" يتم بحركة غير كاملة: ثلاث دورات دائرية متساوية بدون تلامس. يضيف هذا الجانب التكرار إلى الأفعال مثل "النظر إلى" والتي لا تحتوي بالفعل على التكرار.
- يتم إجراء "الإصابة بالمرض بسهولة" عن طريق حركة دفع: يتم تثبيت البداية؛ ثم يكون هناك دفع قصير ومتوتر يتم إيقافه قبل إمكانية إجراء اتصال فعلي.
- يتم إعطاء تكرار "أن يكون مريضًا في كثير من الأحيان" مفصلًا متقطعًا : إيقاع منتظم، مع 4 إلى 6 تكرارات، وبدايات واستمرارات ملحوظة.
- يمكن الجمع بين كلمتي "حساس" و"متكرر" ليعني "الإصابة بالمرض بسهولة وفي كثير من الأحيان": أربع دفعات قصيرة على إيقاع ثابت ومحدد، دون ملامسة الجبهة.
- يتم إجراء "المرض المستمر" المطول من خلال الإمساك لفترة طويلة ومتوترة وعدم الحركة على الإطلاق.
- تحتوي عبارة "المرض المستمر" على مفصل تريمولو مكرر: اثني عشر تكرارًا صغيرًا، متوترًا، وغير متساوٍ، بأسرع ما يمكن وبدون اتصال.
- يتم إجراء "المرض لفترة طويلة" بحركة بيضاوية متكررة: ثلاث دورات بطيئة وغير متساوية، مع حركة قوية للأسفل على الجبهة وعودة مقوسة.
- تتم عملية التكرار "الإصابة بالمرض مرارًا وتكرارًا" من خلال ثلاث حركات متوترة وعودة بطيئة إلى وضع البداية.
- يتم إعطاء عبارة "أن تكون مريضًا جدًا" بشكل مكثف مفصلًا متوترًا واحدًا: بداية متوترة تليها حركة سريعة جدًا واحدة إلى نهاية طويلة.
- النتيجة "أن تصبح مريضًا تمامًا" (أي، تغييرًا كاملاً في الصحة) يتم إجراؤها من خلال مفصل التسارع: حركة متوترة ممدودة واحدة تبدأ ببطء وثقيل، وتتسارع إلى توقف نهائي طويل.
- يتم إجراء التقريب "أن تكون مريضًا إلى حد ما، أن تكون مريضًا قليلاً" باستخدام مفصل متراخي متكرر: حركة ضئيلة للغاية ومختصرة مكانيًا، تتضمن عشرات التكرارات دون اتصال.
- صيغة المجاز "يبدو مريضًا" [لا يوجد وصف]
- يتم زيادة "الإصابة بمرض أكثر فأكثر" من خلال الحركات التي تصبح أكثر فأكثر كثافة.

تتحد هذه التعديلات بسهولة مع بعضها البعض لإنشاء تمييزات أدق. لا تأخذ كل الأفعال جميع الجوانب، والأشكال التي تأخذها لن تكون بالضرورة مماثلة تمامًا للفعل الموضح هنا. وعلى العكس من ذلك، ليست كل الجوانب ممكنة مع هذا الفعل الواحد.
يعتبر الجانب غير عادي في لغة الإشارة الأمريكية حيث أن الأفعال المتعدية المشتقة من الجانب تفقد تعدديتها. بمعنى آخر، بينما يمكنك استخدام "عظمة كلب" للدلالة على أن الكلب قضم عظمة، أو "نظرت إليّ" للدلالة على أنها نظرت إليّ، لا يمكنك استخدام نفس الصيغة في صيغة المضارع للدلالة على أن الكلب قضم العظمة أو حدّق بي. بدلًا من ذلك، يجب عليك استخدام استراتيجيات أخرى، مثل بناء الموضوع (انظر أدناه) لتجنب استخدام مفعول به للفعل.

### العدد اللفظي
يتم استخدام التكرار أيضًا للتعبير عن الرقم اللفظي. يشير العدد اللفظي إلى أن فعل الفعل يتكرر؛ وفي حالة لغة الإشارة الأمريكية يبدو أنه يقتصر على الأفعال المتعدية، حيث يتم تمديد حركة الفعل أو تكرارها لتغطية عدة أماكن للكائنات أو المستقبلات. (يمكن أيضًا نقل التعدد البسيط للفعل باستخدام التكرار، ولكن دون فهرسة أي موضع للأشياء؛ في الواقع، لا تسمح مثل هذه الأشكال الجانبية بالأشياء، كما هو مذكور أعلاه.) هناك أشكال ثنائية محددة (وأشكال تجريبية لبعض الموقعين)، بالإضافة إلى الجمع. بالنسبة للكائنات المزدوجة، يمكن تحريك الفعل مرتين بيد واحدة، أو بكلتا اليدين في وقت واحد؛ بينما بالنسبة للجمع، يمكن أخذ مواضع الكائن كمجموعة باستخدام مسحة واحدة من اليد التي تشير أثناء أداء الحركة اللفظية، أو تمييزها عن طريق تكرار الحركة عبر المسحة. على سبيل المثال، يتم الإشارة إلى "طرح سؤال على شخص ما" عن طريق ثني إصبع السبابة في يد G المستقيمة في اتجاه ذلك الشخص؛ يتضمن الثنائي ثنيه في كلا موضعي الكائن (بشكل تسلسلي بيد واحدة أو في وقت واحد بكلتا اليدين)، يتضمن الجمع البسيط ثنيًا واحدًا يمتد عبر مجموعة الكائنات بينما تنحني اليد عبرها، ويتضمن الجمع الفردي ثنيات سريعة متعددة بينما تنحني اليد. إذا استخدم الفعل المفرد التكرار، فإنه يضيع في الصيغتين الثنائية والجمعية.

### علامات الاسم
هناك ثلاثة أنواع من علامات الأسماء الشخصية في لغة الإشارة الأمريكية: الإصبعية، والتعسفية، والوصفية. الأسماء المكتوبة بالأصابع يتم تهجئتها ببساطة حرفًا بحرف. تشير علامات الأسماء التعسفية فقط إلى اسم الشخص، بينما تشير علامات الأسماء الوصفية إلى شخصية الشخص أو خصائصه الجسدية. بمجرد إعطائها، تصبح الأسماء صالحة مدى الحياة، باستثناء تغييرها من أحد الأنواع الأخيرة إلى إشارة تعسفية في مرحلة الطفولة. عادةً ما يتم تعيين علامات الأسماء من قبل عضو آخر في مجتمع الصم، وتشير إلى الاندماج في هذا المجتمع. لا تُستخدم علامات الأسماء لمخاطبة الأشخاص، كما هو الحال في الأسماء باللغة الإنجليزية، بل تُستخدم فقط للإشارة إلى الشخص الثالث، وعادةً فقط عندما يكون الشخص غائبًا.
لدى أغلبية الأشخاص، ربما ما يزيد عن 90%، علامات أسماء عشوائية. هذه هي العلامات الأولية: شكل اليد هو الحرف الأول من أحد الأسماء الإنجليزية للشخص، وعادة ما يكون الأول. قد تظهر العلامة في مكان محايد، مع ارتعاش؛ مع نقرة مزدوجة (كاسم) في أحد عدد محدود من المواقع المحددة، مثل جانب الذقن، أو الصدغ، أو الكوع؛ أو تتحرك عبر موقع أو بين موقعين، مع نقرة واحدة في كل منهما. تعتبر العلامات ذات الموقع الواحد أبسط في الدلالة، مثل "Vee" الإنجليزية؛ أما العلامات ذات الموقع المزدوج فهي أكثر أناقة، مثل "Veronica" الإنجليزية. قام سام سوبالا (1992) بجمع 525 علامة اسمية بسيطة تعسفية مثل هذه.
هناك قيدان على العلامات التعسفية. أولاً، لا ينبغي أن يعني أي شيء. وهذا يعني أنه لا ينبغي أن يكون تكرارًا لكلمة لغة الإشارة الأمريكية الموجودة. ثانياً، لا ينبغي أن يكون هناك أكثر من شخص واحد يحمل اسم العلامة في المجتمع المحلي. إذا انتقل شخص إلى مجتمع جديد حيث يوجد شخص لديه بالفعل علامة اسمه، فإن الوافد الجديد ملزم بتعديل علامة اسمه. يتم عادةً تحقيق ذلك عن طريق تجميع شكل اليد، بحيث تأخذ النقرة الأولى من الإشارة الحرف الأول من الاسم الإنجليزي الأول للشخص، وتأخذ النقرة الثانية الحرف الأول من اسمه الأخير. من المحتمل أن يكون هناك الآلاف من هذه العلامات المركبة الأولية.
لا يتم تهيئة علامات الأسماء الوصفية، بل تستخدم بدلاً من ذلك علامات لغة الإشارة الأمريكية غير الأساسية. يميل الأطفال إلى تعيينها واستخدامها، مثل "Blinky" في اللغة الإنجليزية. لا يطلق الآباء مثل هذه الأسماء على أطفالهم، ولكن معظم الصم ليس لديهم آباء صم ويتم تعيين إشارة اسم لهم من قبل زملائهم في مدرستهم الأولى للصم. يحتفظ ما لا يزيد عن 10% من الصم بمثل هذه العلامات الاسمية حتى مرحلة البلوغ. أصبحت علامات الأسماء التعسفية راسخة في وقت مبكر جدًا من تاريخ لغة الإشارة الأمريكية. تشير علامات الأسماء الوصفية إلى مظهر الشخص أو شخصيته.
يتم في بعض الأحيان الجمع بين النظامين، التعسفي والوصفي، وذلك عادة لأغراض فكاهية. في كثير من الأحيان يتم تعيين علامات أسماء مركبة للأشخاص الذين يتعلمون لغة الإشارة الأمريكية. هذا ليس تقليديا بالنسبة للصم. في بعض الأحيان، قد لا يكتسب الأشخاص الذين لديهم أسماء إنجليزية قصيرة جدًا، مثل "Ann" أو "Lee"، أو أسماء يمكن نطقها بسهولة، مثل "Larry"، إشارة اسم أبدًا، ولكن قد تتم الإشارة إليهم بدلاً من ذلك من خلال تهجئة الأصابع.

## حدود

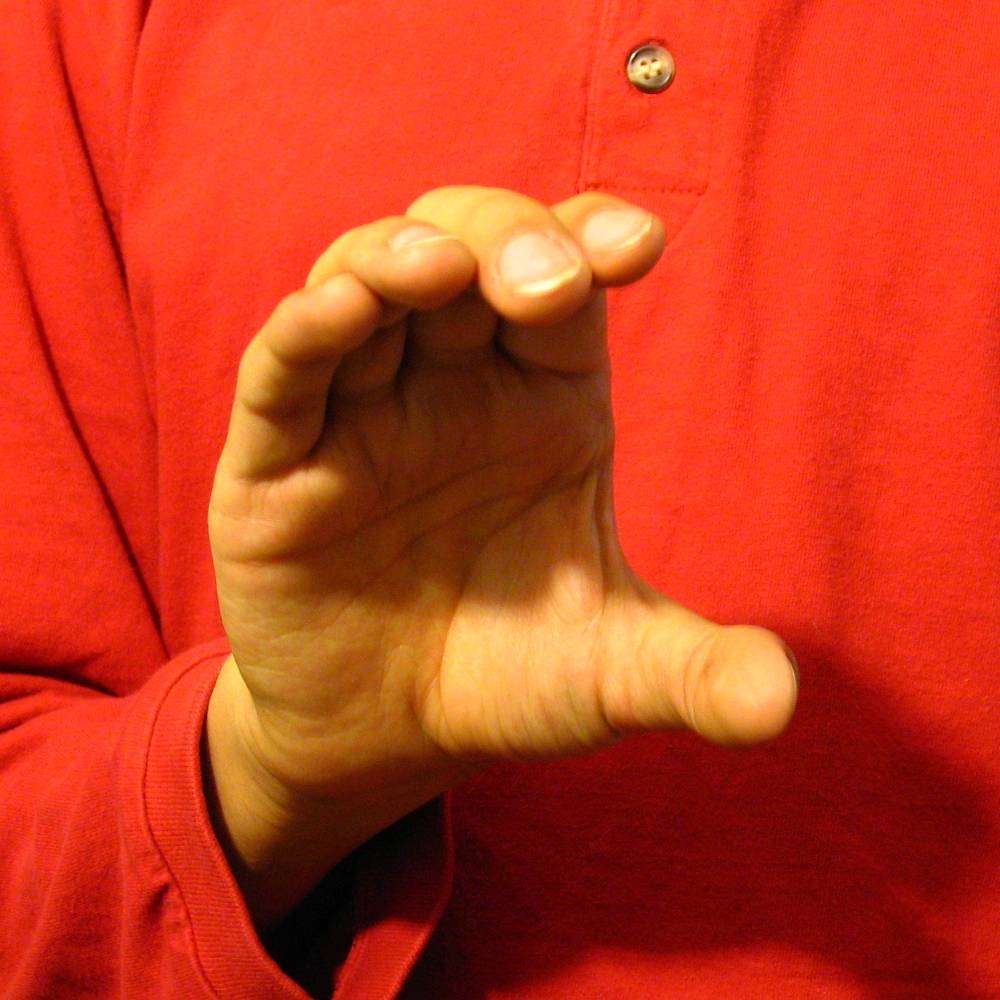
أشكال اليد المختلفة تؤدي إلى معانٍ مختلفة. شكل اليد "C"

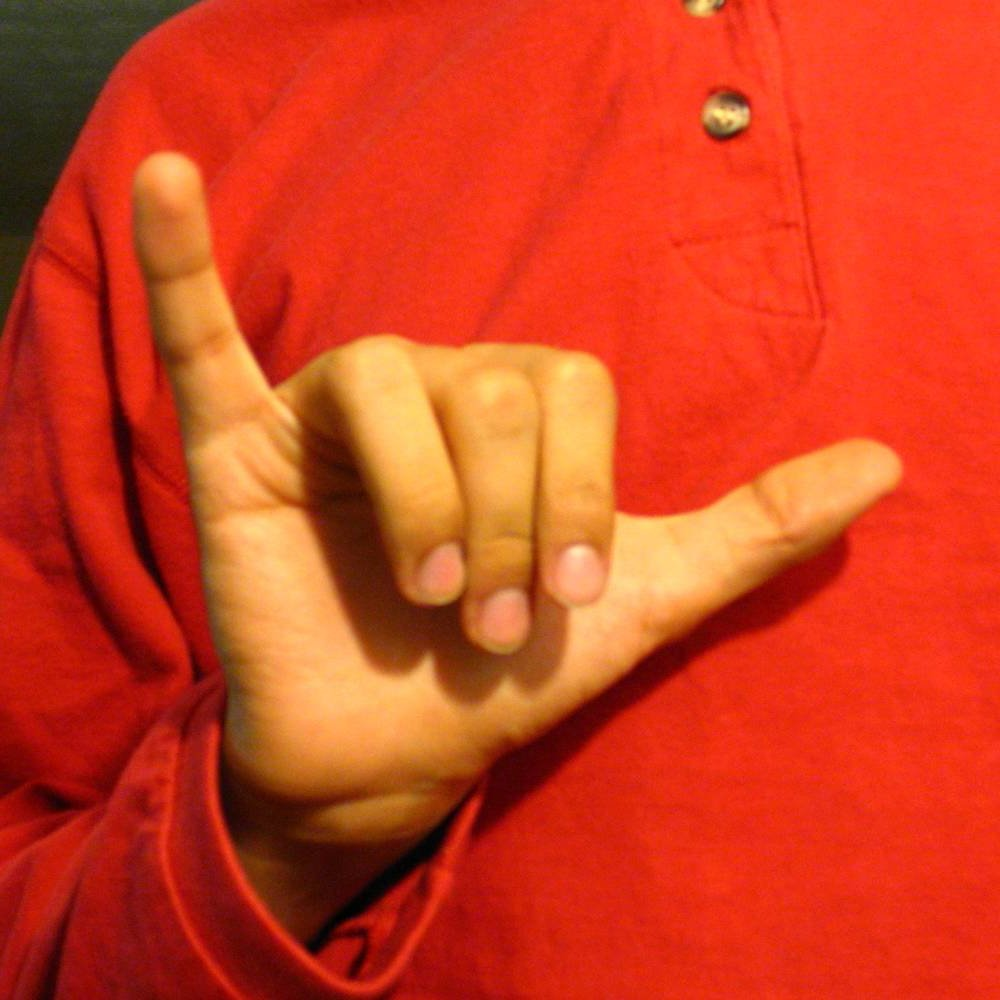
شكل اليد "Y"

هناك 5 معايير رسمية في لغة الإشارة الأمريكية التي تحدد المعنى والقواعد. هناك معلمة شرفية سادسة تُعرف باسم التقريب.
يمكن أن تشترك العلامات في العديد من المعلمات نفسها. إن الاختلاف في معلمة واحدة على الأقل يفسر الاختلاف في المعنى أو القواعد النحوية.

### شكل اليد
تتكون أشكال اليد في لغة الإشارة الأمريكية من أبجدية تهجئة الأصابع (AZ) بالإضافة إلى الاختلافات الأخرى. بالنسبة للون البني والبني الفاتح، فإن الموقع والحركة واتجاه راحة اليد هي نفسها، ولكن شكل اليد يختلف. وهو يتكون من B للون البني، وT للون TAN.
تحتوي معلمة شكل اليد في لغة الإشارة الأمريكية على أكثر من 55 شكل يد، وهو ما يزيد عن ضعف الكمية الموجودة في الأبجدية اللاتينية. بعض الاختلافات بين أشكال اليدين هذه صغيرة. تلعب أشكال اليد هذه دورًا في علم التشكل وكيفية تغير المعنى بناءً على التفاصيل الدقيقة.اعتمادًا على شكل اليد، يمكن تصوير معنى نحوي مختلف.

### اتجاه راحة اليد
يشير اتجاه راحة اليد في لغة الإشارة الأمريكية إلى الاتجاه الذي يواجهه مركز اليد أثناء الإشارة. هناك اختلافات موثقة محتملة لاتجاه راحة اليد:
1. راحة اليد متجهة للداخل/الخارج
2. راحة اليد متجهة لأعلى/لأسفل
3. راحة اليد متجهة إلى اليسار/اليمين
4. راحة اليد متجهة أفقيًا
5. راحة اليد متجهة نحو راحة اليد الأخرى

وتؤدي هذه الاختلافات إلى معانٍ دلالية وبنيوية مختلفة. تحتوي علامتا MAYBE وBALANCE على جميع المعلمات نفسها باستثناء اتجاه راحة اليد، مما يؤدي إلى معانٍ مختلفة.

### حركة
تحدد معلمة الحركة كيفية ومكان تحرك اليد لإشارة معينة. يمكن أن تتحرك اليد لأعلى ولأسفل، للأمام وللخلف، في حركة دائرية، بإيقاع النقر، أو بطرق أخرى كثيرة. كما هو الحال مع جميع المعلمات الأخرى، فإن حركة اليد تحدد معنى قواعد لغة الإشارة الأمريكية وأسلوبها.
هذه المعلمة هي أيضًا المكان الذي يظهر فيه الاشتقاق الصرفي في لغة الإشارة الأمريكية بشكل أكثر وضوحًا. تتغير الكلمات بين الأسماء والأفعال اعتمادًا على حركة اليد. وفيما يلي بعض الأمثلة على هذه الاختلافات:
- مقص (اسم) → يقوم السبابة والإصبع الأوسط بالنقر معًا بطريقة "القطع" مرتين على الأقل.
- قص (فعل) → اضغط بإصبعك السبابة والوسطى معًا مرة واحدة وبقوة أكبر.
- طائرة (اسم) → علامة أحبك تتحرك للأمام والخلف.
- FLY (فعل) → علامة I LOVE YOU يتم تحريكها للأمام مرة واحدة.
- مثال (اسم) → يشير المؤشر المهيمن إلى راحة اليد غير المهيمنة ويتم هزه في اتجاه معين مرتين على الأقل.
- إظهار (فعل) → يشير المؤشر المهيمن إلى راحة اليد غير المهيمنة ويتحرك في اتجاه معين مرة واحدة.

### موقع
معلمة الموقع هي المساحة التي توجد فيها يديك لإشارة معينة. يتم قياس هذه المساحة بجوار جسم الشخص، وتقع ضمن مساحة الإشارة.
قد تنتقل العلامة من مكان إلى آخر من البداية إلى النهاية. إن العلامات في لغة الإشارة الأمريكية متغيرة، وليست ثابتة دائمًا في مكان واحد.
بعض المواقع الشائعة للتوقيع هي:
1. ذقن
2. الجبهة
3. الجزء العلوي من الصدر
4. كتف
5. على طول الذراع غير المهيمنة

هذه القائمة ليست شاملة ولكنها تعتبر مؤشرا جيدا لمكان تواجد العديد من العلامات.
يؤدي الموقع إلى تغيير معنى الكلمة والجمل، تمامًا مثل جميع المعلمات الأخرى. التفاحة والبصل لهما نفس شكل اليد، ولكن مواقع مختلفة على طول جانب الوجه.

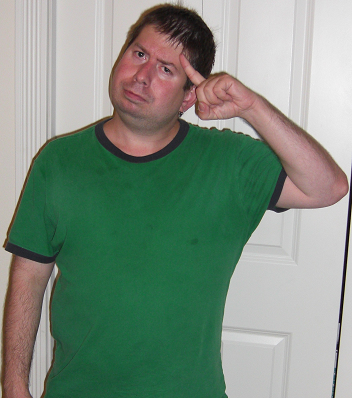
يمكن أن تغير تعبيرات الوجه معنى الإشارة.

### علامات غير يدوية
العلامات غير اليدوية (NMM)، أو الإشارات غير اليدوية (NMS) هي طرق اتصال لا توجد في الأيدي. إنها تتكون عادة من تعابير الوجه ولغة الجسد. يمكن لـ NMMs تغيير قواعد اللغة في الجملة. لا تستخدم كل علامة علامات غير يدوية، ولكن بالنسبة للعديد من العلامات الأخرى، تحدد هذه العلامات العلامة التي يتم إنتاجها.
بعض الأمثلة على العلامات غير اليدوية هي تحريك الكتفين، وخفض أو رفع الحاجبين، أو هز الرأس أو اهتزازه، أو تجعيد الأنف، أو ضم الشفاه، أو فتح الفم.
تعتبر نماذج NMMs مهمة للإشارة إلى ما إذا كان يتم طرح سؤال ما. بالنسبة لأسئلة كلمة استفهام، يتم خفض الحاجبين، وبالنسبة لأسئلة نعم/لا، يتم رفع الحاجبين. من الصعب الإشارة إلى ما إذا كان يتم طرح السؤال بطريقة أخرى دون وجود مؤشرات على الوجه.
مثال آخر سيكون بين أنا أفهم وأنا لا أفهم. والعلامة على ذلك هي نفسها؛ حيث يتم رفع اليد بالقرب من الجبهة مع توجيه راحة اليد نحو الذات. ثم يتم تمديد إصبع السبابة. إذا كان الشخص يهز رأسه ويرفع حاجبيه، فهذا يعني أنني أفهم. إذا كانوا يهزون رؤوسهم مع خفض حواجبهم، فهذا يعني أنني لا أفهم.

### التقريب
هذه المعلمة هي سمة لغوية موجودة فقط في الأطفال الذين يتحدثون لغة الإشارة الأمريكية كلغة أساسية. يتعلم الأطفال ويكتسبون المزيد من المهارات الحركية في الذراعين والكتفين والمفاصل والأصابع بفضل اكتساب لغة الإشارة في وقت مبكر.
وبسبب حصرية هذه الخاصية، فضلاً عن كونها سمة مادية وليست أداءً، فإن هذه المعلمة لا يتم الحديث عنها على نطاق واسع. يتم تقاسمها في الغالب بين أعضاء مجتمع الصم.

## سيطرة اليد
يتطلب فهم قواعد لغة الإشارة الأمريكية فهم الفرق بين اليد المهيمنة واليد غير المهيمنة لدى الشخص الذي يتحدث بلغة الإشارة. إذا كان الشخص يستخدم يده اليمنى، فإن يده اليمنى هي اليد المسيطرة، ويده اليسرى هي اليد غير المسيطرة. تكتمل جميع العلامات تقريبًا باليد الأكثر نشاطًا وهيمنة، في حين تعمل اليد غير المهيمنة كقاعدة. بالنسبة للعلامات التي تتطلب استخدام اليدين، فإن اليد المهيمنة تقوم بجزء أكبر من المكون النشط.

## ترتيب الكلمات
لغة الإشارة الأمريكية هي لغة فاعل-فعل-مفعول به (SVO). ومع ذلك، فإن OSV هو أيضًا شكل جملة مقبول.

### ترتيب الموضوع والتعليق
يتم أحيانًا تغيير ترتيب الكلمات الافتراضي في SVO من خلال العمليات بما في ذلك تحديد الموضوعات والعناصر الفارغة. يتم تمييز ذلك إما بإشارات غير يدوية مثل وضع الحاجب أو الجسم، أو بعلامات إيقاعية مثل التوقف المؤقت. يمكن لهذه العلامات النحوية غير اليدوية (مثل حركة الحاجب أو هز الرأس) أن تنتشر بشكل اختياري على نطاق الأمر c للعقدة التي ترتبط بها. ومع ذلك، فإن لغة الإشارة الأمريكية هي لغة مؤيدة للإسقاط، وعندما يتم حذف العلامة اليدوية التي تم ربط علامة نحوية غير يدوية بها، فإن العلامة غير اليدوية تنتشر بشكل إلزامي على نطاق الأمر c.
البنية الكاملة للجملة في لغة الإشارة الأمريكية هي [الموضوع] [الفاعل] الفعل [المفعول به] [الفاعل-الضمير-العلامة]. يتم الإشارة إلى الموضوعات والعلامات باستخدام ميزات غير يدوية، وكلاهما يمنح قدرًا كبيرًا من المرونة لترتيب الكلمات في لغة الإشارة الأمريكية. في عبارة اسمية، ترتيب الكلمات هو اسم-رقم واسم-صفة.
لا تحتوي لغة الإشارة الأمريكية على رابط (فعل ربط "يكون").

### ترتيب الاسم والصفة
بالإضافة إلى هيكل الموضوع والتعليق الأساسي، تضع لغة الإشارة الأمريكية عادةً صفة بعد الاسم، على الرغم من أنها قد تظهر قبل الاسم لأغراض أسلوبية. وتظهر الأرقام أيضًا بعد الاسم، وهو نمط نادر جدًا بين اللغات المنطوقة.
[صديقي]الموضوع، [ورقة T-E-R-M]الموضوع، اكتبمستمر طوال الليل

أما الظروف فتأتي قبل الأفعال. في أغلب الأحيان تكون الظروف مجرد إشارة إلى نفس الصفة، ويتم تمييزها من خلال سياق الجملة.
هذا الكلب، لم أستطع أبدًا صيده.

عندما يكون نطاق الظرف هو الجملة بأكملها، كما في حالة الزمن، فإنه يأتي قبل الموضوع. هذا هو الشيء الوحيد الذي يمكن أن يظهر قبل الموضوع في لغة الإشارة الأمريكية: الوقت - الموضوع - التعليق.

### ترتيب الجمل حسب التسلسل الزمني
تستخدم لغة الإشارة الأمريكية (ASL) بشكل كبير الترتيب المتسلسل زمنيًا، مما يعني أن الأحداث يتم توقيعها بالترتيب الذي تحدث به. على سبيل المثال، إذا تأخرت عن الحضور إلى الفصل الدراسي الليلة الماضية لأن مديري سلم لي كومة ضخمة من العمل بعد الغداء أمس، فيمكنني التوقيع "انتهى غداء الأمس، المدير أعطني كومة كبيرة من العمل، الفصل الليلي أعطني متأخرًا". أما في القصص، فإن الترتيب قابل للتغيير، حيث يمكن للمرء أن يختار تسلسل الأحداث إما بالترتيب الذي حدثت به أو بالترتيب الذي اكتشفها به.

## الزمن والجانب
وقد زعم أن الزمن في لغة الإشارة الأمريكية يتم تمييزه ظرفيًا، وأن لغة الإشارة الأمريكية تفتقر إلى فئة منفصلة من علامات الزمن. ومع ذلك، يزعم آرونز وآخرون (1992، 1995) أن " الزمن " (T) هو في الواقع فئة مميزة من الرأس النحوي، وأن عقدة T يمكن أن يشغلها إما نمط (مثل SHOULD) أو علامة زمن معجمية (مثل FUTURE-TENSE). يدعمون هذا الادعاء من خلال ملاحظة أن عنصرًا واحدًا فقط من هذا القبيل يمكنه شغل فتحة T:
سوف يشتري القميص.

هل سيشتري القميص؟

سيشتري خوان حذاءً اليوم
"سيشتري خوان حذاءً اليوم"

يمكن تحديد الجانب إما من خلال التصريف اللفظي أو من خلال عناصر معجمية منفصلة.

### الجوانب والموضوعات والتعددية
كما هو مذكور أعلاه، في لغة الإشارة الأمريكية، لا يمكن للأفعال التي تم وضع علامة جانبية عليها أن تأخذ أشياء. وللتعامل مع هذا الأمر، يجب معرفة الكائن من السياق حتى لا تكون هناك حاجة إلى تحديده بشكل أكبر. ويتم ذلك بطريقتين:
1. يمكن جعل الكائن بارزًا في جملة سابقة، أو
2. يمكن استخدامه كموضوع للكلام المطروح.

ومن بين هاتين الاستراتيجيتين، الأولى هي الأكثر شيوعا. بالنسبة لصديقتي، كانت تكتب بحثها طوال الليل ليتم استخدامه مع الجانب المطول، وهذا من شأنه أن يؤدي إلى
_____________________رفع الحاجب
خوان سيشتري حذاءً اليوم
"هل سيشتري خوان حذاءً اليوم؟"

## بناء جملة عبارة المكمل

### المواضيع والجمل الرئيسية
يقوم الموضوع بإثارة معلومات أساسية سيتم مناقشتها في الجملة الرئيسية التالية. لا تُستخدم هياكل الموضوع غالبًا في اللغة الإنجليزية القياسية، ولكنها شائعة في بعض اللهجات.
يتم استخدام التعيين الموضوعي بشكل منتج في لغة الإشارة الأمريكية وغالبًا ما يؤدي إلى أشكال سطحية لا تتبع ترتيب الكلمات الأساسي في لغة الإشارة الأمريكية. من أجل وضع علامات غير يدوية على المواضيع، يتم رفع الحاجبين وإمالة الرأس للخلف أثناء إنتاج موضوع ما. غالبًا ما يتم خفض الرأس نحو نهاية الإشارة، وفي بعض الأحيان يتم اتباع الإشارة بإيماءة الرأس بسرعة. ويتبع الموضوع توقف طفيف، مما يجعله منفصلاً عن بقية الجملة.
هناك طريقة أخرى يمكن من خلالها التوقيع على المواضيع وهي عن طريق تحريك الجسم. يمكن للموقّع استخدام المساحة على جانب واحد من جسمه للإشارة إلى الموضوع، ثم ينتقل إلى الجانب الآخر لبقية الجملة.
لا تتطلب عبارات لغة الإشارة الأمريكية مواضيع، ولكن استخدامها شائع للغاية. يتم استخدامها لأغراض تدفق المعلومات، ولإعداد مواضع مرجعية، ولتزويد الأفعال التي لا يسمح لها النحوي بأخذ الأشياء نفسها.
ومع ذلك، يميل الناس إلى تحديد موضوع اهتمامهم أولاً ثم مناقشة ما حدث له. تفعل اللغة الإنجليزية هذا مع الجمل السلبية : لقد طارد الكلب قطتي.
هناك ثلاثة أنواع من علامات المواضيع غير اليدوية، والتي تتضمن جميعها رفع الحواجب. تُستخدم الأنواع الثلاثة من علامات الموضوع غير اليدوية مع أنواع مختلفة من الموضوعات وفي سياقات مختلفة، ولا يمكن لعلامات الموضوع أن تنتشر على عناصر أخرى في الكلام. يمكن نقل الموضوعات من الجملة الرئيسية في الجملة وتبقى فارغة فيها، أو يمكن إنشاء الموضوعات من القاعدة وتكون إما مرجعية مشتركة للموضوع أو المفعول به في الجملة الرئيسية أو تكون مرتبطة بموضوع المفعول به من خلال خاصية دلالية.
النوع الأول من التصحيح غير اليدوي، تصحيح الموضوع 1 (tm1)، يستخدم فقط مع الموضوع المنقول. يتميز Tm1 بحاجبين مرتفعين وعينين متوسعتين ورأس مائل للخلف. في نهاية الإشارة يتحرك الرأس إلى الأسفل ويحدث توقف، غالبًا مع رمشة عين، قبل مواصلة الجملة. فيما يلي مثال لسياق يتم فيه استخدام علامة tm1:
يتم استخدام كل من علامة الموضوع 2 (tm2) وعلامة الموضوع 3 (tm3) مع الموضوعات المولدة على القاعدة. يتميز Tm2 بحاجبين مرتفعين وعينين متسعة ورأس مائل إلى الخلف وإلى الجانب. نحو نهاية العلامة يتحرك الرأس للأمام وإلى الجانب المعاكس، وهناك توقف وغالبًا رمش بالعين قبل الاستمرار. بالنسبة لـ tm3 يتم رفع الحواجب وفتح العينين على مصراعيهما، ويبدأ الرأس في الإمالة إلى الأسفل ثم يهتز لأعلى ولأسفل، ويتم فتح الشفاه ورفعها، ويتم تحريك الرأس بسرعة عدة مرات قبل التوقف ومواصلة الجملة. على الرغم من أن كل من tm2 وtm3 يرافقان الموضوعات المولدة على القاعدة، إلا أنهما يُستخدمان في سياقات مختلفة. يتم استخدام Tm2 لتقديم معلومات جديدة وتغيير موضوع المحادثة إلى شيء سيقوم الموقّع بتوصيفه لاحقًا، بينما يتم استخدام tm3 لتقديم معلومات جديدة يعتقد الموقّع أنها معروفة بالفعل من قبل محاوره. يمكن استخدام Tm2 مع أي موضوع تم إنشاؤه على أساس القاعدة، بينما يمكن وضع علامة tm3 فقط على الموضوعات التي تشترك في الإشارة إلى الحجة في الجملة.
يمكن أن تحتوي جمل لغة الإشارة الأمريكية على ما يصل إلى موضوعين محددين. التركيبات الممكنة لأنواع الموضوعات هي موضوعان tm2، وموضوعان tm3، وtm2 يسبق tm1، وtm3 يسبق tm1، وtm2 يسبق tm3. تعتبر الجمل التي تحتوي على هذه المجموعات من المواضيع في ترتيب معاكس أو مع موضوعين tm1 غير نحوية من قبل المتحدثين الأصليين.

### الجمل النسبية
يتم الإشارة إلى الجمل النسبية عن طريق إمالة الرأس للخلف ورفع الحاجبين والشفة العليا. يتم ذلك أثناء تنفيذ الجملة كاملة. لا يوجد تغيير في ترتيب الكلمات. على سبيل المثال:
حيث تشير الأقواس هنا إلى مدة الميزات غير اليدوية. إذا تم إنشاء علامة "مؤخرًا" بدون هذه الميزات، فإنها ستقع خارج الجملة النسبية، وسيتغير المعنى إلى "الكلب الذي طارد القطة عاد إلى المنزل مؤخرًا".

### الجمل المنفية
يمكن الإشارة إلى الجمل المنفية عن طريق هز الرأس أثناء الجملة بأكملها. ومع ذلك، لا يمكن نفي الموضوع بهذه الطريقة؛ إذ لا يمكن إنتاج هزة الرأس إلا أثناء إنتاج الجملة الرئيسية. (النوع الثاني من النفي يبدأ بالفعل ويستمر إلى نهاية الجملة.)
بالإضافة إلى ذلك، في العديد من المجتمعات، يتم وضع النفي في نهاية الجملة، ما لم تكن هناك كلمة استفهام. على سبيل المثال، الجملة "اعتقدت أن الفيلم لم يكن جيدًا" يمكن أن تكون كالتالي "قبل أن أشاهد الفيلم، ماذا أفكر؟ إنه ليس جيدًا".
هناك علامتان يدويتان تنفيان الجملة، NOT و NONE، ويصاحبهما هز الرأس. يتم استخدام NONE عادةً عند الحديث عن الحيازة.

### الجمل الاستفهامية
هناك ثلاثة أنواع من الأسئلة ذات هياكل مختلفة في لغة الإشارة الأمريكية: أسئلة كلمة استفهام-، وأسئلة نعم/لا، والأسئلة البلاغية.

#### العلامات النحوية غير اليدوية
العلامات النحوية غير اليدوية هي السمات النحوية والدلالية التي لا تتضمن استخدام اليدين. يمكن أن تشمل هذه التغييرات شكل الفم، ونظرات العين، وتعبيرات الوجه، وتحرك الجسم، وإمالة الرأس، ورفع الحاجبين. يمكن أن تساعد العلامات النحوية غير اليدوية أيضًا في تحديد نوع الجملة، وهو أمر ذو صلة خاصة بمناقشتنا لأنواع مختلفة من أدوات الاستفهام.

#### أسئلة كلمة استفهام
يمكن تشكيل الأسئلة الاستهلالية بطرق متنوعة في لغة الإشارة الأمريكية. يمكن أن تظهر كلمة كلمة استفهام فقط في نهاية الجملة، أو في بداية الجملة فقط، أو في كل من بداية الجملة ونهايتها (انظر القسم 4.4.2.1 حول "كلمات كلمة استفهام المزدوجة"، أو في الموقع (أي حيث تكون كلمة كلمة استفهام في بنية الجملة قبل حدوث الحركة)). تصاحب علامات كلمة استفهام اليدوية أيضًا علامات نحوية غير يدوية (انظر القسم 4.4.1)، والتي يمكن أن تتضمن مجموعة متنوعة من الميزات. يمكن أن ينتشر هذا التصحيح النحوي غير اليدوي بشكل اختياري على العبارة بأكملها أو على جزء صغير منها فقط.
تحتوي بعض اللغات على عدد قليل جدًا من الكلمات التي تبدأ بـ كلمة استفهام، حيث يكون السياق والخطاب كافيين لاستنباط المعلومات التي يحتاجها المرء. تحتوي لغة الإشارة الأمريكية على العديد من الكلمات التي تبدأ بـ كلمة استفهام، مع وجود العديد من الاختلافات في بعض الكلمات التي تبدأ بـ كلمة استفهام. يمكنك العثور على قائمة بالكلمات التي تبدأ بـ كلمة استفهام في لغة الإشارة الأمريكية أدناه. ماذا، ماذا-افعل، لماذا-لأي-سبب، ماذا-ب، ماذا-ف، متى، أين، أي، من (عدة اختلافات)، لماذا، كيف، كم-عدد.

##### كلمات كلمة استفهام مزدوجة التكرار
كما ذكر أعلاه، تمتلك لغة الإشارة الأمريكية أسئلة كلمة استفهام مع وضع الكلمة الأولي، ووضع الكلمة النهائي، والبنية الموضعية، ولكن الأسلوب الأكثر تميزًا لظهور كلمة كلمة استفهام في لغة الإشارة الأمريكية هو عندما تظهر كلمة كلمة استفهام مرتين، منسوخة في الموضع النهائي. ويمكن رؤية هذا التضاعف في الجدول أدناه.
| ماذا            | جون | يشتري | ماذا |
| ماذا اشترى جون؟ |     |       |      |

يوفر هذا التكرار نموذجًا مفيدًا لتحليل تحليلين منفصلين حول ما إذا كانت الكلمات التي تبدأ بـ كلمة استفهام تتحرك إلى اليمين أو إلى اليسار في لغة الإشارة الأمريكية. في حين يزعم بعض الباحثين أن هناك حركة نحو اليمين في أسئلة مثل آرونز ونيدل، فقد زعم آخرون، بما في ذلك بيترونيو وليلو مارتن، أن لغة الإشارة الأمريكية لديها حركة نحو اليسار وأن الكلمات التي تظهر على يمين الجملة تتحرك من خلال عمليات أخرى. يتفق التحليلان على حقيقة وجود حركة كلمة استفهام في هذه العبارات الاستفهامية، ولكن الأمر يتعلق بالاتجاه الذي تتحرك فيه حركة كلمة استفهام والذي يسبب الجدل. بغض النظر عن الاتجاه الذي يتم تحليل حركة كلمة استفهام فيه، فمن الأهمية بمكان للتحليل أن تكون حركة عنصر كلمة استفهام إلى موضع SPEC عبارة المكمل.

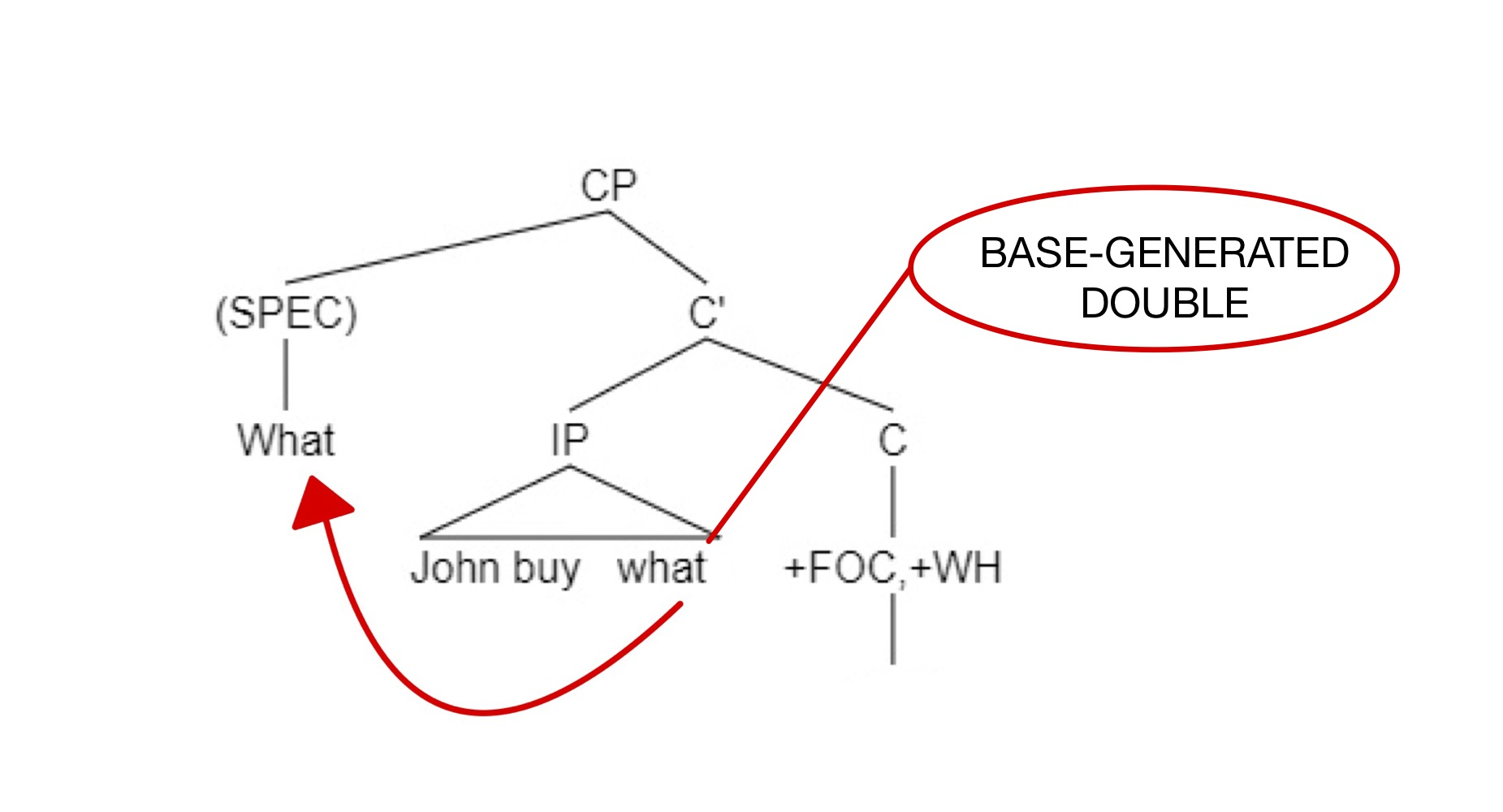
تحليل حركة كلمة استفهام نحو اليسار في لغة الإشارة الأمريكية

##### تحليل حركة اليد اليسرى لليلو مارتن وفيشر وبترونيو
ملخص تحليل حركة كلمة استفهام نحو اليسار في لغة الإشارة الأمريكية:
إن تحليل الحركة نحو اليسار يتوافق مع البيانات اللغوية المتقاطعة التي تشير إلى أن الحركة نحو اليسار تكون دائمًا نحو اليسار. ويمكن اعتبار هذا الاقتراح الأقل إثارة للجدل من بين المقترحين. الحجج الرئيسية التي يقدمها تحليل حركة كلمة استفهام إلى اليسار هي: أن spec-عبارة المكمل موجود على اليسار، وأن حركة كلمة استفهام إلى اليسار، وأن الكلمة كلمة استفهام الأخيرة في الجملة هي كلمة مزدوجة تم إنشاؤها بواسطة القاعدة. ويتضح ذلك في شجرة بناء الجملة الموجودة على يمين هذه الفقرة. تعتمد الحجج المؤيدة للحركة نحو اليسار على الحقائق التي مفادها أنه إذا كانت الحركة نحو اليمين في لغة الإشارة الأمريكية، فإن لغة الإشارة الأمريكية ستكون استثناءً للتعميمات اللغوية المتبادلة التي تقول إن الحركة نحو اليسار.
وقد افترض أيضًا أن العناصر الموضوعية لا يمكن تحديدها موضوعيًا، حيث يجب افتراض العناصر الموضوعية وليس الاستفهام. سيكون هذا ضارًا بالتحليل المتجه نحو اليمين، حيث يقومون بتحليل الكلمة المزدوجة كلمة استفهام باعتبارها "موضوعًا تم إنشاؤه على أساس".

##### تحليل حركة كلمة استفهام نحو اليمين لآرونز وآخرين

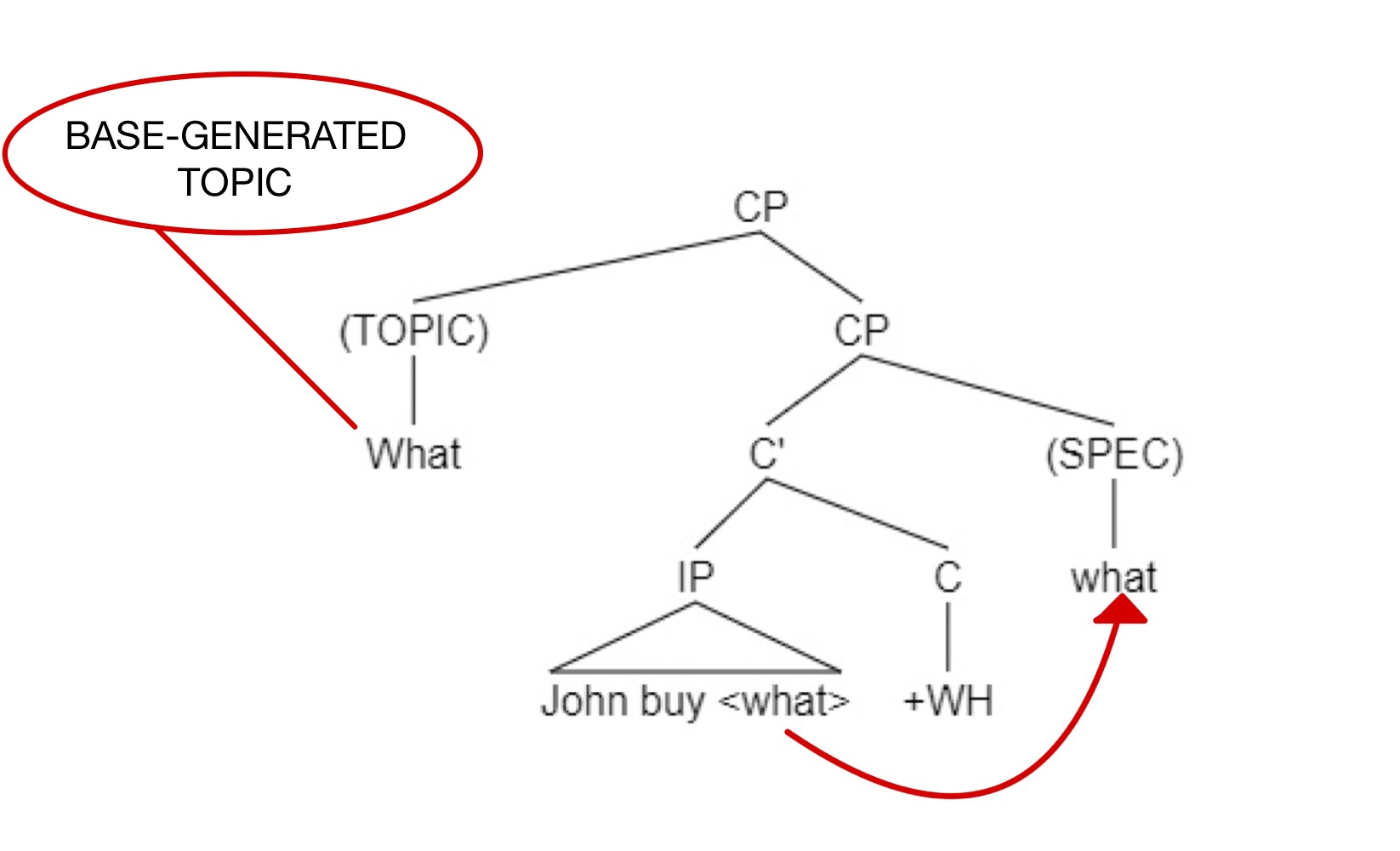
تحليل حركة كلمة استفهام نحو اليمين في لغة الإشارة الأمريكية

ملخص تحليل حركة كلمة استفهام نحو اليمين في لغة الإشارة الأمريكية، تحليل الحركة نحو اليمين هو حجة أحدث وأكثر تجريدًا حول كيفية حدوث الحركة نحو اليمين في لغة الإشارة الأمريكية. تبدأ الحجج الرئيسية للحركة نحو اليمين بتحليل spec-عبارة المكمل على أنها على اليمين، وحركة كلمة استفهام على أنها نحو اليمين، وكلمة كلمة استفهام الأولية كموضوع تم إنشاؤه على القاعدة. يمكنك رؤية ذلك في شجرة بناء الجملة على اليمين.
أحد الحجج الرئيسية لتحليل الحركة نحو اليمين يتعلق بالعلامات النحوية غير اليدوية، وانتشارها الاختياري في الجملة. في لغة الإشارة الأمريكية، يعد استخدام العلامات النحوية غير اليدوية اختياريًا اعتمادًا على نوع سؤال كلمة استفهام الذي يتم طرحه. في التحليل الموجه نحو اليمين، يمكن تفسير الانتشار الجزئي والكامل للعلامات النحوية غير اليدوية بسبب الارتباط بميزة +كلمة استفهام عبر نطاق الأمر c الخاص بها. في التحليل المتجه نحو اليسار، لا يمكن تفسير الانتشار الجزئي أو الكامل للعلامات النحوية غير اليدوية بنفس الطريقة. يتطلب تحليل الحركة نحو اليسار أن يمتد وضع علامة كلمة استفهام على كامل السؤال، بغض النظر عن ذلك (وهو ما لا يتم إثباته في لغة الإشارة الأمريكية).

#### أسئلة بنعم/لا
في اللغة المنطوقة، غالبًا ما تختلف الأسئلة التي تكون الإجابة عليها بنعم أو لا في ترتيب كلماتها عن شكل العبارة.
في لغة الإشارة الأمريكية، يتم تصحيح الأسئلة التي تكون الإجابة فيها بنعم أو لا باستخدام العلامات النحوية غير اليدوية (كما هو موضح في القسم 4.4.1). إن رفع الحاجب، وإمالة الرأس قليلاً والانحناء إلى الأمام هي ما يشير إلى أنه يتم طرح سؤال بنعم/لا، دون أي تغيير في ترتيب الكلمات من شكل العبارة. هناك تكهنات بين اللغويين بأن هذه العلامات النحوية غير اليدوية التي تشير إلى أسئلة بنعم أو لا تشبه نبرة السؤال في اللغات المنطوقة.
تختلف أسئلة نعم/لا عن أسئلة كلمة استفهام لأنها لا تختلف في ترتيب الكلمات عن شكل الجملة الأصلي، بينما تختلف أسئلة كلمة استفهام. كذلك، في أسئلة نعم/لا، يجب استخدام التصحيح غير اليدوي على الجملة بأكملها حتى يمكن الحكم عليها باعتبارها بيانًا مقابل سؤال. يأتي السؤال بنعم/لا بنفس ترتيب الكلمات كما في صيغة الجملة، مع إضافة علامات نحوية غير يدوية.

#### الأسئلة البلاغية
تُستخدم أيضًا العلامات النحوية غير اليدوية للأسئلة البلاغية، وهي الأسئلة التي لا تهدف إلى استنباط إجابة. لتمييز التصحيح غير اليدوي للأسئلة البلاغية عن التصحيح الخاص بأسئلة نعم/لا، يكون الجسم في وضع محايد بدلاً من الميل إلى الأمام، ويكون الرأس مائلاً بطريقة مختلفة عن الأسئلة بنعم/لا. الأسئلة البلاغية أكثر شيوعًا في لغة الإشارة الأمريكية منها في اللغة الإنجليزية.
تُستخدم هذه الاستراتيجية عادةً بدلاً من توقيع كلمة "لأن" من أجل الوضوح أو التأكيد.

## بناء جملة عبارة المحدد

### علامات ضمير الفاعل
يمكن أيضًا إضافة المعلومات بعد الجملة الرئيسية كنوع من "الفكرة اللاحقة". في لغة الإشارة الأمريكية، يُرى هذا عادةً مع ضمائر الموضوع. ويصاحب هذه الكلمات إيماءة بالرأس، وتجعل البيان أكثر تأكيدًا.

### ديكسيس
في لغة الإشارة الأمريكية، يقوم المتحدثون بإنشاء مناطق من الفضاء (مواضع) لمراجع محددة (انظر أعلاه)؛ ومن ثم يمكن الإشارة إليها بشكل مؤشري من خلال الإشارة إلى تلك المواقع باستخدام الضمائر والأفعال المؤشرية.

#### الضمائر
الضمائر الشخصية في لغة الإشارة الأمريكية هي ضمائر فهرسية. وهذا يعني أنهم يشيرون إلى مرجعهم، أو إلى موضع يمثل مرجعهم. عندما يكون المرجع موجودًا جسديًا، تتضمن الضمائر مجرد الإشارة إلى المرجع، مع أشكال أيدي مختلفة لاستخدامات ضميرية مختلفة: شكل اليد "G" هو ضمير شخصي، وشكل اليد "B" الممتدة مع اتجاه راحة اليد للخارج هو ضمير تملك، وشكل اليد "A" مع الإبهام الممدود هو ضمير انعكاسي ؛ يمكن دمج هذه مع علامات الأرقام للإشارة إلى "أنتما الاثنان"، "نحن الثلاثة"، "كلهم"، إلخ.
إذا لم يكن المرجع موجودًا جسديًا، يحدد المتحدث المرجع ثم يشير إلى موقع ( المكان) في مساحة الإشارة بالقرب من جسمه. ومن الممكن بعد ذلك الإشارة إلى هذا المكان للإشارة إلى المرجع. من الناحية النظرية، يمكن إعداد أي عدد من المواضع، طالما أن الموقع والمستقبل يتذكرانها جميعًا، ولكن من الناحية العملية، لا يتم استخدام أكثر من ثمانية مواضع.
يوضح ماير 1990 أنه لا يمكن التمييز بين شخصين نحويين فقط في لغة الإشارة الأمريكية: الشخص الأول والشخص غير الأول، كما في دامين. يأتي كلا الشخصين بأرقام متعددة بالإضافة إلى علامات مثل "لي" و "بنفسي".
يقدم ماير عدة حجج للاعتقاد بأن لغة الإشارة الأمريكية لا تميز رسميًا بين الشخص الثاني والثالث. على سبيل المثال، عند الإشارة إلى شخص موجود جسديًا، يكون الضمير معادلًا لـ "أنت" أو "هي" اعتمادًا على الخطاب. لا يوجد شيء في العلامة نفسها، ولا في اتجاه نظرة العين أو وضع الجسم، يمكن الاعتماد عليه لإجراء هذا التمييز. وهذا يعني أن نفس الإشارة الرسمية يمكن أن تشير إلى أي من عدة أشخاص ثانٍ أو ثالث، وهو ما توضحه طبيعة الضمير المؤشرية. في اللغة الإنجليزية، تظهر الاستخدامات الإشارية أيضًا، كما في "أحتاج منك أن تذهب إلى المتجر وأن تبقى هنا"، ولكن ليس بهذه الدرجة من الانتشار. على النقيض من ذلك، فإن العديد من ضمائر الشخص الأول في لغة الإشارة الأمريكية، مثل ضمير الملكية الجمع ('our')، تبدو مختلفة عن نظيراتها غير الشخص الأول، ولا تظهر بعض الضمائر في الشخص الأول على الإطلاق، وبالتالي فإن الشخص الأول وغير الأول متميزان رسميًا.
الضمائر الشخصية لها أشكال منفصلة للمفرد ('أنا' و'أنت/(هي)') والجمع ('نحن' و'أنتم/هم'). هذه لها نظائر ملكية : "لي"، "لنا"، "لك/له/لها"، "لك/لهم". بالإضافة إلى ذلك، هناك أشكال ضمائر تتضمن أرقامًا من اثنين إلى خمسة ("نحن الثلاثة"، "أنتم الأربعة/هم"، إلخ)، على الرغم من أن الضمائر الثنائية غريبة بعض الشيء في الشكل (أي أنها تحتوي على شكل يد على شكل حرف K بدلاً من 2، وحركة المعصم بدلاً من الدوائر). هذه الضمائر الرقمية المدمجة ليس لها معادلات ملكية.
ومن بين الضمائر الشخصية أيضًا أشكال "الذات" ("بنفسي"، "بواسطة أنفسكم/أنفسكم"، وما إلى ذلك). تظهر هذه فقط في المفرد والجمع (لا يوجد دمج رقمي)، وتوجد فقط كموضوعات. وقد اشتقوا أشكالاً مؤكدة و"تمييزية"، مع تعديلات استخدمت في الاشتقاق تشبه إلى حد كبير تلك المستخدمة في الجانب اللفظي. يتم استخدام الضمير المميز عند وصف شخص تم ذكره للتو. يحدث فقط في صيغة المفرد غير الشخص الأول.
وأخيرًا، هناك الضمائر الرسمية المستخدمة للضيوف الكرام. تحدث هذه الأفعال في صيغة المفرد والجمع في غير الشخص الأول، ولكن فقط في صيغة المفرد في الشخص الأول.
لغة الإشارة الأمريكية هي لغة مؤيدة للإسقاط، مما يعني أنه لا يتم استخدام الضمائر عندما يكون المرجع واضحًا من السياق ولا يتم التأكيد عليه.
إذا لم يكن المرجع موجودًا جسديًا، يحدد المتحدث المرجع ثم يشير إلى موقع ( المكان) في مساحة الإشارة بالقرب من جسمه. ومن الممكن بعد ذلك الإشارة إلى هذا المكان للإشارة إلى المرجع. من الناحية النظرية، يمكن إعداد أي عدد من المواضع، طالما أن الموقع والمستقبل يتذكرانها جميعًا، ولكن من الناحية العملية، لا يتم استخدام أكثر من ثمانية مواضع.

#### الأفعال المؤشرية
يوجد في لغة الإشارة الأمريكية فئة من الأفعال المؤشرية (والتي غالبًا ما تسمى "الأفعال الاتجاهية"). تتضمن هذه الأفعال علامات "انظر"، "ادفع"، "أعط"، "أظهر"، "ادعُ"، "ساعد"، "أرسل"، "عض"، وما إلى ذلك. تتضمن هذه الأفعال عنصرًا من الحركة يفهرس مرجعًا واحدًا أو أكثر، إما حاضرًا فعليًا أو تم إعداده من خلال نظام موضع المرجع. إذا كان هناك مكانان، يشير الأول إلى الفاعل والثاني إلى المفعول به، بشكل مباشر أو غير مباشر اعتمادًا على الفعل، مما يعكس الترتيب الأساسي للكلمات في لغة الإشارة الأمريكية. على سبيل المثال، "give" هو فعل ثنائي المؤشر يعتمد على شكل اليد M/O المسطح. فقول "أعطيك" يعني أن اليد تتحرك مني نحوك، وقول "أنت تعطيني" يعني أن اليد تتحرك منك نحوي. أما كلمة "انظر" فتُشار إليها بحرف V. يمكن إعداد موضعين للكلب والقط، مع تحريك العلامة بينهما للإشارة إلى "الكلب يرى القطة" (إذا بدأت في موضع الكلب وتحركت نحو موضع القطة) أو "القطة ترى الكلب" (مع الحركة في الاتجاه المعاكس)، أو يمكن أن تدور اليد V بين كلا الموضعين ونفسي لتعني "نحن (الكلب، والقطة، ونفسي) نرى بعضنا البعض". الفعل "أن يكون في ألم" (أصابع السبابة تشير إلى بعضها البعض وتقترب وتفصل بالتناوب) يتم الإشارة إليها في مكان الألم (الرأس للصداع، الخد لألم الأسنان، البطن لألم المعدة، إلخ). يتم ذلك عادة فيما يتعلق بجسم الشخص الذي يوقع، بغض النظر عن شعور الشخص بالألم، ولكن قد يستخدم أيضًا نظام الموضع، وخاصة لأجزاء الجسم التي لا تكون عادةً جزءًا من مساحة الإشارة، مثل الساق. هناك أيضًا أفعال مكانية مثل put-up وput-below، والتي تسمح للموقعين بتحديد مكان الأشياء أو كيفية تحريكها.

## حروف العطف
لا توجد علامة منفصلة في لغة الإشارة الأمريكية للعطف و. بدلاً من ذلك، يتم دمج الجمل أو العبارات المتعددة مع وجود توقف قصير بينها. في كثير من الأحيان، يتم تحديد القوائم باستخدام تقنية الإدراج والترتيب، والإصدار البسيط منها هو إظهار طول القائمة أولاً باليد غير المهيمنة، ثم وصف كل عنصر بعد الإشارة إلى الإصبع غير المهيمنة الذي يمثله.
لدي ثلاث قطط وهم بيلي، بوب، وبادي.
ASL: قطة لدي قائمة مكونة من ثلاثة عناصر. الاسم، الأول من القائمة الثلاثة بيلي، والثاني من القائمة الثلاثة بوب، والثالث من القائمة الثلاثة صديق.
هناك إشارة يدوية للعطف أو، ولكن المفهوم عادة ما يتم الإشارة إليه بطريقة غير يدوية مع التواء بسيط في الكتف.
سأغادر في الساعة الخامسة أو السادسة.
لغة الإشارة الأمريكية: أغادر في الوقت 5 [تحريك الكتف] في الوقت 6.
العلامة اليدوية للعطف ولكنها تشبه علامة. من المرجح أن يتم استخدامه في اللغة الإنجليزية الموقعة Pidgin أكثر من لغة الإشارة الأمريكية ASL. بدلاً من ذلك، يمكن استخدام تحولات الكتف، على غرار "أو" مع تعبير الوجه المناسب.
أنا أحب السباحة، ولكنني لا أحب الجري.
لغة الإشارة الأمريكية/لغة الإشارة الفلبينية: أحب السباحة، ولكنني لا أحب الجري
لغة الإشارة الأمريكية: أحب السباحة، [تحريك الكتف] لا أحب الجري